# Transmission ininterrompue
La transmission ininterrompue est un concept, utilisé particulièrement dans le bouddhisme, désignant la transmission des doctrines, des procédés, des coutumes et des événements historiques d'une école du bouddhisme ou d'une quelconque religion ou tradition, sans interruption historique de la transmission individuelle orale et par l'exemple. Cela signifie que l'ensemble des pratiques, des idées et des connaissances de l'école, de la religion ou de la tradition en question ont été dispensées de son vivant, à son disciple, par un maître historiquement reconnu et, dans le cas du Bouddhisme, considéré par le Sangha comme possédant les réalisations relatives aux enseignements.